# Traité de paix perpétuelle
Pour les articles homonymes, voir Paix perpétuelle.
Le traité de Paix perpétuelle est signé entre Jacques IV d'Écosse et Henri VII d'Angleterre en 1502. Il se propose de mettre fin aux luttes armées récurrentes qui opposaient l'Angleterre et l'Écosse depuis deux cents ans. Une partie de ce traité prévoit le mariage de Jacques IV et de Marguerite Tudor, fille de Henri VII. 
Ce traité est rompu en 1513, quand Jacques IV envahit l'Angleterre en soutien des Français, qui avaient été précédemment attaqués par les Anglais. Cette invasion est le résultat du respect des obligations d'un ancien traité d'aide mutuelle, le Auld Alliance (la Vieille Alliance), signé entre la France, l'Écosse et la Norvège, qui constitue la base des relations franco-écossaises de 1295 à 1903. L'invasion écossaise aboutit à une défaite, et Jacques IV est tué à la bataille de Flodden Field. 
Malgré son abrogation, le traité de paix perpétuelle eut un effet à long terme, puisque, grâce à lui, des enfants naquirent de l'union entre Jacques IV et Marguerite Tudor. Leur arrière-petit-fils, Jacques VI d'Écosse peut ainsi devenir également roi d'Angleterre, sous le nom de Jacques Ier, ce qui aboutit à l'Union des Couronnes.